# Willem Blaeu

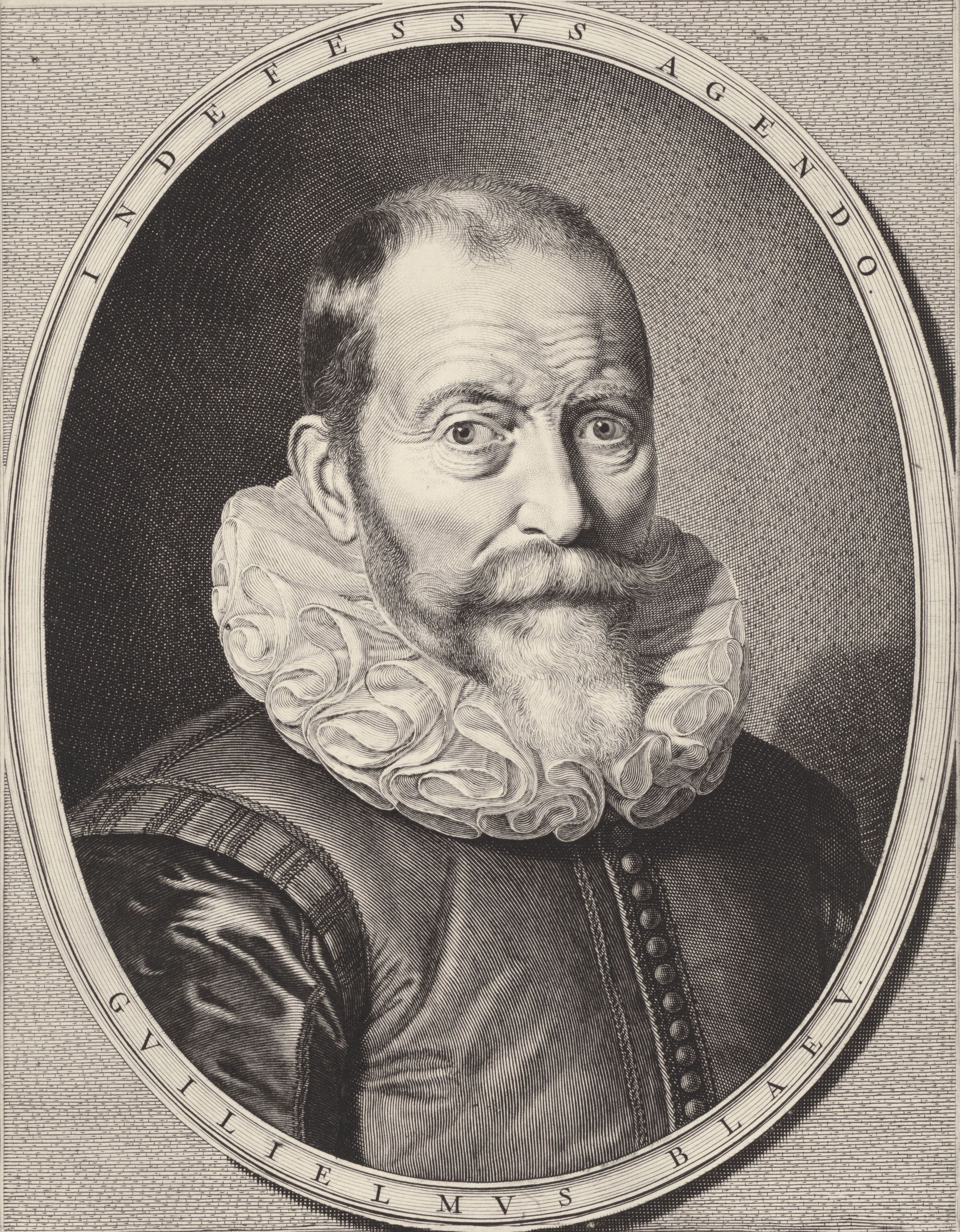
Willem Janszoon Blaeu

Willem Janszoon Blaeu (Uitgeest o Alkmaar, 1571- Ámsterdam, 21 de octubre de 1638) fue un cartógrafo y editor de atlas holandés.
Tuvo dos hijos, Joan Blaeu y Cornelius Blaeu, que continuaron el negocio de su padre relativo a la edición y publicación de mapas después de la muerte de este en 1638.

## Biografía
Willem Janszoon Bleau nació en el seno de una familia de comerciantes, inició su vida laboral como empleado de un comerciante de arenques local, pero su ambición y su aptitud para las matemáticas pronto le llevaron a dejar el negocio.
En 1596  pasó unos meses en Ven una isla situada entre Dinamarca y Suecia donde estudio con ilustres como Tycho Brahe..Willem Bleau solo pasó unos meses en la isla, pero ayudó a Tycho Brahe en sus observaciones astronómicas adquiriendo una experiencia básica en cosmografía y cartografía celeste. Durante su estancia en la isla además de desarrollar las habilidades prácticas que mantuvo durante el resto de su vida. Williem Blaeu también heredó de Tycho Brahe el escepticismo frente al universo geocéntrico de Ptolomeo.
Williem Bleau volvió a los Países Bajos dónde construyó uno de sus primeros objetos científicos un globo celeste basado en el catálogo estelar de Tycho Brahe, el globo de Willem Bleau es la primera representación conocida no Ptolemaica del firmamento. Se iniciaba en un mundo científico que apreciaba la investigación empírica y los resultados prácticos por encima de los enfoques más especulativos de las ciencias naturales.
Bleau abrió su propio negocio de impresión en Ámsterdam publicando poesía, además de guías prácticas para marineros entre ellas el libro de éxito Luz de navegación en 1608,se basaba en las observaciones astronómicas de Tycho Brahe para ayudar a una navegación marítima más precisa. Pero también supo captar el potencial comercial de explotar el creciente mercado de una nueva clase de mapas ,tenía un dominio de la cartografía matemática y una evidente simpatía hacia la nueva ciencia pero ante todo era un empresario. Su hijo Joan Bleau empezó a desempeñar cada vez más tareas en el negocio.
Willem Bleau solo publicaba mapas de los que había una demanda o de temas populares cómo de Europa, los cuatro continentes, la República Holandesa, Ámsterdam, España, Italia y Francia.
Aunque publicó alrededor de 200 mapas menos de 20 llevaban su firma como autor. Willem Bleau quería establecerse como impresor cartográfico de cierta relevancia así que tenía que producir mapas del mundo de alta calidad que superarán a sus competidores como Plancius o Robert.
En 1604 inicio un proyecto para la publicación de tres mapas del mundo, distintos cada uno de ellos con diferentes proyecciones, empezó publicando un mapa del mundo con una simple proyección cilíndrica, seguida de otro que utilizaba una proyección estereográfica, y por último en 1606-1607 un mapa del mundo grabado en cuatro hojas que utilizaba la proyección de Mercator, es uno de los mapas del mundo más importantes de la cartografía holandesa del siglo XVII, este mapa proporciona una representación enciclopédica de las preocupaciones políticas económicas y etnográficas de la República holandesa a comienzos del siglo XVII.

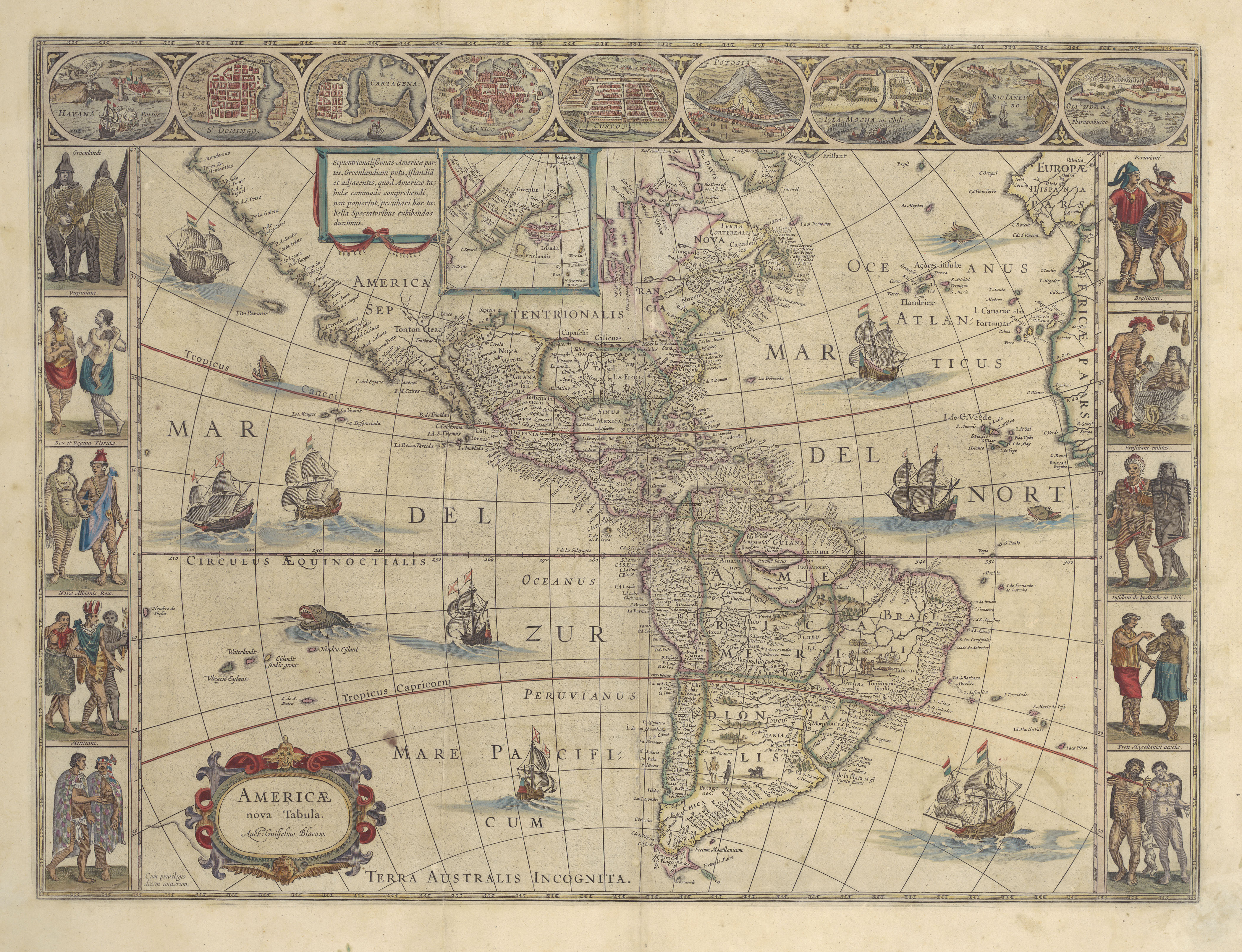
Americae Nova Tabula, 1614

El título del mapa es Nova Orbis terrarum geographica ac hydrogen tabula, ex optimus in hoc opere auctoribs desumpta autc. Gul. Ianssonio. La representación del mundo propiamente dicha solo ocupaba la mitad de la superficie impresa del mapa, a lo largo de su parte superior se representa a 10 de los emperadores más poderosos de la época, todos ellos a caballo.
En los bordes izquierdo y derecho hay 28 vistas topográficas de las principales ciudades del mundo, junto a estas discurriendo por la parte inferior del mapa aparece 30 ilustraciones de habitantes locales de las regiones representadas entre ellos los congoleños brasileños indonesios y chinos retratados con lo que Willem Bleau imaginaba que eran sus trajes nacionales.
Este mapa proporciona una representación enciclopédica de las preocupaciones políticas económicas y etnográficas de la República holandesa a comienzos del siglo XVII. Además el mapa representa el paisaje imperial global de las grandes ciudades comerciales del mundo y su diversidad de gentes reflejaba los nuevos imperativos mercantiles de la República holandesa.
Hacia el final de la segunda década del siglo XVII, Williem Blaeu se había consolidado como uno de los principales impresores y cartógrafos de Ámsterdam, su éxito se debió a su talento como grabador científico y hombre de negocios una combinación de la que carecían la mayoría de sus rivales y que le permitió producir mapas peculiarmente hermosos y meticulosamente grabados. Se hallaba asimismo en una posición que le permitía aprovechar las oportunidades comerciales proporcionadas por la tregua de 12 años  acordada en 1609 entre España y la República Holandesa por la Guerra de los Treinta Años, pudiendo practicar el comercio internacional sin las trabas de la oposición militar y política española.
Con en fin de la guerra y tras el acuerdo entre Holanda y España, la Paz de Westfalia aumentaron las restricciones en el comercio de mapas, la VOC trataba de limitar la circulación de mapas relacionados con la navegación comercial holandesa en ultramar designando a un cartógrafo oficial responsable de redactar y corregir los cuadernos de bitácora, cartas y mapas de la compañía. Willem Bleau era uno de los candidatos ocupar ese puesto pero por sus convicciones políticas y religiosas se descartó su designación por parte de una VOC que era predominantemente contraria, en su lugar los directivos designaron a Hessel Gerritsz, a quien se consideró una opción políticamente más segura.
Durante la década de 1620 Willem Bleau siguió levantando su negocio, ahora con la ayuda de su hijo Joan Bleau, a finales de esa década empezó ampliar aún más su gama cartográfica, tras haber adquirido relevancia produciendo mapas de una sola hoja además de globos terráqueos, añadió también confección de atlas y en última instancia llevaría el inicio de la creación del Atlas Mayor de su hijo Joan Bleau.